# Seeschlacht bei Curzola
Die Seeschlacht bei Curzola wurde am 7. September 1298 zwischen den Flotten Venedigs und Genuas bei der dalmatinischen Insel Korčula im Adriatischen Meer während des Curzola-Krieges ausgetragen. Die venezianische Flotte stand unter dem Kommando des Andrea Dandolo und unterlag den Genuesen unter Admiral Lamba Doria, der mit einem Überraschungsmanöver seiner Reserve die Schlacht zu seinen Gunsten zu entscheiden vermochte.

## Hintergrund
Im Mittelalter entstanden in Italien die vier sogenannten „Seerepubliken“ („repubbliche marinare“) Venedig, Genua, Pisa und Amalfi.
Zunächst bekämpften sie, manchmal auch gemeinsam, die Sarazenen, die Mauren und andere muslimische Mächte, die das Mittelmeer und insbesondere auch die Küsten Italiens unsicher machten. Sie nahmen auch an den Kreuzzügen teil und bauten nach und nach ein dichtes Netz von Handelsniederlassungen im gesamten Mittelmeerraum auf, wodurch sie zu großem Reichtum kamen und jeweils zu verschiedenen Zeiten das Mittelmeer beherrschten.
Da sie vor allem wirtschaftlich, aber auch militärisch in ein und demselben Raum operierten, entwickelte sich sehr bald ein starkes Konkurrenzverhältnis zwischen den vier Republiken. Die teils heftigen Spannungen entluden sich wiederholt in blutigen Kriegen.
Die Seerepublik Pisa hatte bereits im 12. Jahrhundert ihren Widersacher Amalfi ausgeschaltet. Am 6. August 1284 unterlag Pisa der Rivalin Genua in der Seeschlacht bei Meloria definitiv und schied bald aus dem Konzert der Seemächte aus.
Die Seeschlacht von Curzola war eine der vielen Schlachten zwischen den zwei verbliebenen italienischen Seemächten des Mittelalters, Genua und Venedig. Genua war zunächst mächtiger, unterlag aber im Chioggia-Krieg (1378–1381) den Venezianern unglücklich. Wie die Republik Venedig wurde auch die Republik Genua nach tausendjährigem Bestehen Ende des 18. Jahrhunderts von Napoleon beseitigt.
Seit 1270 bestand zwischen den beiden Städten ein Waffenstillstand, der es Genua erlaubte, Pisa aus dem Rennen zu werfen und sich wie Venedig auf den für ganz Europa so wichtigen Orienthandel zu konzentrieren. Genua hatte Interessen und Handelsniederlassungen im Schwarzen Meer, von wo aus man über Persien und Zentralasien bis ins legendäre Cathay (China) Handel betrieb und damit in direkter Konkurrenz zu Venedig (Marco Polo) stand.
Schon 1291 verschlechterten sich die Beziehungen zwischen Genua und Venedig, zwei Jahre später brachen wiederum offene Kämpfe aus. Sieben genuesische Handelsschiffe wurden von vier venezianischen Galeeren aufgebracht, woraufhin Genua Botschafter entsandte, um den Konflikt beizulegen. Nachdem die Diplomatie gescheitert war, brach ein erneuter Krieg aus, der durch die Seeschlacht bei Curzola entschieden wurde.

## Verlauf der Schlacht
Mitte August 1298 verließen 78 Galeeren unter Admiral Lamba Doria den Hafen von Genua. Sie kreuzten zunächst vor der ionischen Küste Griechenlands und drangen dann in die von Venedig beherrschte Adria ein, wo sie die Küsten Dalmatiens (damals venezianischer Besitz) heimsuchten. Vor einer der dortigen Inseln, Curzola (kroatisch Korčula), stieß die genuesische Flotte am 7. September 1298 auf 98 venezianische Galeeren unter dem Befehl von Andrea Dandolo.
Lamba Doria zögerte den Kampf zunächst hinaus, um den Gegner und die Windverhältnisse zu studieren. Die Venezianer interpretierten dies als Feigheit, doch kam es dann am nächsten Morgen zum Kampf.
Doria hielt sich zunächst nahe an der Küste, um einer Einkreisung zu entgehen und um vom Ostwind zu profitieren, mit dem er sich auf die Venezianer stürzte. Die Genuesen brachen in die akkurat ausgerichtete venezianische Schlachtformation ein, wo es zu erbitterten und wechselhaften Kämpfen kam.
Wie schon in der Seeschlacht bei Meloria hatten die Genuesen etwas abseits eine Reserve gebildet (wahrscheinlich schon am Vorabend oder in der Nacht), die Doria im entscheidenden Moment eingreifen ließ. Die Gefechte wurden auf beiden Seiten mit äußerster Brutalität geführt, doch schließlich behielten die Genuesen die Oberhand und eroberten sogar das venezianische Flaggschiff. Der gefangene Admiral Andrea Dandolo soll auf die Schande der Niederlage mit Selbstmord reagiert haben, indem er seinen Kopf so lange gegen einen Mast schlug, an den er von den Genuesen gebunden worden war, bis er starb. Anderen Quellen zufolge, und eher wahrscheinlich, soll er bereits im Verlauf der Schlacht gefallen sein. 
Die Venezianer verloren 84 Schiffe, von denen 18 als Kriegsbeute nach Genua gebracht wurden. 7000 Venezianer fanden den Tod, 7500 gerieten in Gefangenschaft. Die genuesischen Opferzahlen sollen höher gewesen sein als die der Venezianer, doch gibt es dafür keine eindeutigen Belege.
Der berühmteste venezianische Gefangene war Marco Polo, der in genuesischer Gefangenschaft seine Reiseberichte über Asien und den Fernen Osten schrieb („Il Milione“).

## Folgen
Nachdem Genua bereits 1284 Pisa vernichtend geschlagen und als Konkurrenten ausgeschaltet hatte, erreichte es mit dem Seesieg von Curzola den Höhepunkt seiner Macht, der bis ans Ende des 14. Jahrhunderts unangefochten blieb. Lamba Doria erhielt für seinen Sieg einen Palast in Genua. Im Inneren wirkten sich in Genua die Kämpfe zwischen Guelfen und Ghibellinen zusehends negativ aus.
Venedig ließ sich im Gegensatz zu Pisa nicht aus der Bahn werfen. Es versuchte seine Besitzungen und seinen Handel weiter zu konsolidieren und rüstete mit Nachdruck seine Streitkräfte auf. Während Genua von innen erodierte, schöpfte Venedig neue Kraft für den Kampf gegen Genua, den die Venezianer im Chioggia-Krieg aber dennoch nur mit Glück für sich entscheiden konnten.
Koordinaten: 42° 52′ 3″ N, 17° 9′ 0″ O